# Copa do Paraguai de Futebol de 2018
A Copa do Paraguai de 2018 foi a primeira edição da Copa do Paraguai, competição paraguaia de futebol organizada pela Associação Paraguaia de Futebol (APF). O certame começou em 12 de abril com as preliminares da competição e terminou em 5 de dezembro de 2018 com a grande decisão. Participaram da disputa clubes da primeira (División de Honor), segunda (División Intermedia), terceira (Primera División B) e quarta (Primera División C) divisão do futebol paraguaio, além dos clubes oriundos da Unión del Fútbol del Interior.
O Club Guaraní consagrou-se campeão do torneio após derrotar o Olimpia por 5–3 nas penalidades máximas da grande decisão e assegurou vaga na Copa Sul-Americana de 2019.

## Fase preliminar
A fase preliminar foi disputada por times da Primera B (terceira divisão), Primera C (quarta divisão) e UFI. Vinte equipes, sendo sete da Primera B, seis da Primera C e mais sete da UFI, foram qualificados para a fase nacional da competição. Os jogos desta fase ocorreram de 12 de abril a 13 de junho de 2018.

### Primera B
As 17 equipes da Primera B, a terceira divisão do futebol paraguaio, foram divididas em dois grupos de quatro equipes e três grupos de três equipes. Os vencedores de cada grupo, bem como as dois melhores segundo colocados da classificação geral, avançaram para a fase nacional.

#### Grupo A
| Pos | Equipe            | Pts | J | V | E | D | GP | GC | SG | Classificação          |
| --- | ----------------- | --- | - | - | - | - | -- | -- | -- | ---------------------- |
| 1   | Tacuary           | 7   | 3 | 2 | 1 | 0 | 8  | 2  | +6 | Avança à Fase nacional |
| 2   | Capitán Figari    | 6   | 3 | 2 | 0 | 1 | 6  | 7  | −1 |                        |
| 3   | Sportivo Ameliano | 4   | 3 | 1 | 1 | 1 | 3  | 4  | −1 |                        |
| 4   | 29 de Setiembre   | 0   | 3 | 0 | 0 | 3 | 5  | 9  | −4 |                        |

| 12 de abril de 2018 | Tacuary                                     | 4 – 2     | 29 de Setiembre          | Assunção                                     |  |
| 16:45               | - Benítez 24' - Franco 60', 74' (pen.), 86' | Relatório | - Jara 29' - Ocampos 42' | Estádio: Arsenio Erico Árbitro: Marco Franco |  |

| 17 de abril de 2018 | Sportivo Ameliano | 1 – 3     | Capitán Figari                         | Assunção                                         |  |
| 19:00               | - Galeano 45'     | Relatório | - Ortíz 25' - Cáceres 66' - Ortega 85' | Estádio: Martín Torres Árbitro: Rodrigo Serafini |  |

| 9 de maio de 2018 | Tacuary                                                    | 4 – 0     | Capitán Figari | Assunção                                            |  |
| 15:00             | - Valdez 10' - Franco 21' - Perruchino 52' - Alvarenga 84' | Relatório |                | Estádio: Jardines del Kelito Árbitro: Mario Alfonzo |  |

| 10 de maio de 2018 | 29 de Setiembre | 1 – 2     | Sportivo Ameliano | Assunção                                  |  |
| 15:00              | - Pessolani 7'  | Relatório | - Duarte 61', 66' | Estádio: Colegialito Árbitro: César Rolón |  |

| 6 de junho de 2018 | Tacuary | 0 – 0     | Sportivo Ameliano | Assunção                                        |  |
| 19:00              |         | Relatório |                   | Estádio: La Arboleda Árbitro: Gedidias Zacarías |  |

| 6 de junho de 2018 | 29 de Setiembre                | 2 – 3     | Capitán Figari                                  | Assunção                                         |  |
| 19:00              | - Merlo 8' - Franco 76' (pen.) | Relatório | - Velásquez 28' - Ortega 57' (pen.) - Ortíz 80' | Estádio: Martín Torres Árbitro: Pedro Echeverría |  |

#### Grupo B
| Pos | Equipe               | Pts | J | V | E | D | GP | GC | SG | Classificação          |
| --- | -------------------- | --- | - | - | - | - | -- | -- | -- | ---------------------- |
| 1   | 24 de Setiembre (VP) | 7   | 3 | 2 | 1 | 0 | 10 | 4  | +6 | Avança à Fase nacional |
| 2   | Atlántida            | 5   | 3 | 1 | 2 | 0 | 7  | 3  | +4 |                        |
| 3   | 3 de Febrero FBC     | 2   | 3 | 0 | 2 | 1 | 2  | 3  | −1 |                        |
| 4   | Presidente Hayes     | 1   | 3 | 0 | 1 | 2 | 1  | 10 | −9 |                        |

| 12 de abril de 2018 | Atlántida                                                         | 4 – 0     | Presidente Hayes | Assunção                                   |  |
| 19:00               | - Brambilla 30' - Ortíz 74' (pen.) - Galeano 82' - Brizuela 90+2' | Relatório |                  | Estádio: Arsenio Erico Árbitro: Juan López |  |

| 18 de abril de 2018 | 3 de Febrero FBC | 1 – 2     | 24 de Setiembre (VP)    | Luque                                              |  |
| 19:00               | - Cane 44'       | Relatório | - Morán 71' (pen.), 88' | Estádio: General Adrián Jara Árbitro: Derlis López |  |

| 9 de maio de 2018 | 3 de Febrero FBC | 0 – 0     | Atlántida | Assunção                                   |  |
| 15:00             |                  | Relatório |           | Estádio: Colegialito Árbitro: Juan Mendoza |  |

| 24 de maio de 2018 | Presidente Hayes | 0 – 5     | 24 de Setiembre (VP)                                  | Assunção                                           |  |
| 19:00              |                  | Relatório | - Verón 5' (pen.) - González 8' - Rojas 53', 59', 70' | Estádio: Martín Torres Árbitro: Dionisio Cristaldo |  |

| 6 de junho de 2018 | 3 de Febrero FBC | 1 – 1     | Presidente Hayes | Assunção                                      |  |
| 16:45              | - Valdovinos 26' | Relatório | - Benítez 20'    | Estádio: Martín Torres Árbitro: Héctor Bernal |  |

| 13 de junho de 2018 | 24 de Setiembre (VP)             | 3 – 3     | Atlántida                                      | Assunção                                              |  |
| 15:00               | - Benítez 69' - Rojas 80', 90+5' | Relatório | - Pérez 5' (pen.) - Brizuela 36' - Cáceres 50' | Estádio: Roque F. Batelhana Árbitro: Pedro Echeverría |  |

#### Grupo C
| Pos | Equipe            | Pts | J | V | E | D | GP | GC | SG | Classificação          |
| --- | ----------------- | --- | - | - | - | - | -- | -- | -- | ---------------------- |
| 1   | 12 de Octubre (I) | 6   | 2 | 2 | 0 | 0 | 4  | 2  | +2 | Avança à Fase nacional |
| 2   | Pilcomayo         | 3   | 2 | 1 | 0 | 1 | 3  | 2  | +1 | Avança à Fase nacional |
| 3   | 3 de Noviembre    | 0   | 2 | 0 | 0 | 2 | 1  | 4  | −3 |                        |

| 2 de maio de 2018 | Pilcomayo             | 1 – 2     | 12 de Octubre (I)        | Assunção                                       |  |
| 16:45             | - Guerrero 80' (pen.) | Relatório | - Bernal 52' - Núñez 88' | Estádio: Ricardo Gregor Árbitro: Mario Alfonzo |  |

| 24 de maio de 2018 | 12 de Octubre (I)                   | 2 – 1     | 3 de Noviembre  | Assunção                                       |  |
| 16:45              | - Paredes 55' (pen.) - González 68' | Relatório | - Sánchez 90+1' | Estádio: Martín Torres Árbitro: Óscar Amarilla |  |

| 6 de junho de 2018 | 3 de Noviembre | 0 – 2     | Pilcomayo                      | Assunção                                     |  |
| 16:45              |                | Relatório | - Ortellado 31' - González 38' | Estádio: La Arboleda Árbitro: Carlos Benítez |  |

#### Grupo D
| Pos | Equipe                | Pts | J | V | E | D | GP | GC | SG | Classificação          |
| --- | --------------------- | --- | - | - | - | - | -- | -- | -- | ---------------------- |
| 1   | Cristóbal Colón (JAS) | 4   | 2 | 1 | 1 | 0 | 4  | 1  | +3 | Avança à Fase nacional |
| 2   | Colegiales            | 4   | 2 | 1 | 1 | 0 | 5  | 3  | +2 | Avança à Fase nacional |
| 3   | Olimpia de Itá        | 0   | 2 | 0 | 0 | 2 | 2  | 7  | −5 |                        |

| 17 de abril de 2018 | Olimpia de Itá                  | 2 – 4     | Colegiales                                 | Assunção                                      |  |
| 16:45               | - Zarza 14' - Roldán 80' (pen.) | Relatório | - Sarquis 31', 72' - Sosa 56' - Enciso 60' | Estádio: Martín Torres Árbitro: Marco Galeano |  |

| 22 de maio de 2018 | Colegiales    | 1 – 1     | Cristóbal Colón (JAS) | San Lorenzo                                    |  |
| 19:00              | - Sarquis 62' | Relatório | - Paredes 82'         | Estádio: Gunther Vogel Árbitro: Cinthia Franco |  |

| 12 de junho de 2018 | Cristóbal Colón (JAS)            | 3 – 0     | Olimpia de Itá | Assunção                                           |  |
| 16:45               | - Ricardo 65', 83' - Ojeda 90+2' | Relatório |                | Estádio: Martín Torres Árbitro: Dionisio Cristaldo |  |

#### Grupo E
| Pos | Equipe              | Pts | J | V | E | D | GP | GC | SG | Classificação           |
| --- | ------------------- | --- | - | - | - | - | -- | -- | -- | ----------------------- |
| 1   | Recoleta            | 6   | 2 | 2 | 0 | 0 | 3  | 1  | +2 | Avançam à Fase nacional |
| 2   | Dr. Benjamín Aceval | 1   | 2 | 0 | 1 | 1 | 2  | 3  | −1 |                         |
| 3   | Cristóbal Colón (Ñ) | 1   | 2 | 0 | 1 | 1 | 1  | 2  | −1 |                         |

| 18 de abril de 2018 | Cristóbal Colón (Ñ) | 1 – 1     | Dr. Benjamín Aceval | Assunção                                           |  |
| 15:30               | - Rodríguez 90+2'   | Relatório | - González 69'      | Estádio: Jardines del Kelito Árbitro: Juan Mendoza |  |

| 2 de maio de 2018 | Dr. Benjamín Aceval | 1 – 2     | Recoleta                    | Assunção                                            |  |
| 19:00             | - Llerena 75'       | Relatório | - Rodríguez 40' - Costa 69' | Estádio: Ricardo Gregor Árbitro: Dionisio Cristaldo |  |

| 12 de junho de 2018 | Recoleta     | 1 – 0     | Cristóbal Colón (Ñ) | Assunção                                       |  |
| 19:00               | - Medina 81' | Relatório |                     | Estádio: Martín Torres Árbitro: Marcos Galeano |  |

#### Classificação dos times da segunda colocação
| Pos | Grp | Equipe              | Pts | J | V | E | D | GP | GC | SG | Result        |
| --- | --- | ------------------- | --- | - | - | - | - | -- | -- | -- | ------------- |
| 1   | D   | Colegiales          | 4   | 2 | 1 | 1 | 0 | 5  | 3  | +2 | Fase nacional |
| 2   | C   | Pilcomayo           | 3   | 2 | 1 | 0 | 1 | 3  | 2  | +1 | Fase nacional |
| 3   | A   | Capitán Figari      | 3   | 2 | 1 | 0 | 1 | 3  | 5  | −2 |               |
| 4   | B   | Atlántida           | 2   | 2 | 0 | 2 | 0 | 3  | 3  | 0  |               |
| 5   | E   | Dr. Benjamín Aceval | 1   | 2 | 0 | 1 | 1 | 2  | 3  | −1 |               |

### Primera C
Os 13 times da Primera C foram divididos em três grupos de três clubes cada e um grupo de quatro clubes. Os vencedores de cada grupo, bem como os dois melhores segundo colocados, foram classificados para a etapa nacional.

#### Grupo A
| Pos | Equipe            | Pts | J | V | E | D | GP | GC | SG | Classificação          |
| --- | ----------------- | --- | - | - | - | - | -- | -- | -- | ---------------------- |
| 1   | Atlético Juventud | 6   | 2 | 2 | 0 | 0 | 5  | 0  | +5 | Avança à Fase nacional |
| 2   | Tembetary         | 1   | 2 | 0 | 1 | 1 | 0  | 1  | −1 |                        |
| 3   | Sport Colonial    | 1   | 2 | 0 | 1 | 1 | 0  | 4  | −4 |                        |
| 4   | Cerro Corá        | 0   | 0 | 0 | 0 | 0 | 0  | 0  | 0  | Excluído da competição |

1. ↑  O Cerro Corá foi excluído da competição por problemas na obtenção da licença.[5]

|  | Cerro Corá | Cancelado | Atlético Juventud |  |  |
|  |            |           |                   |  |  |

| 24 de abril de 2018 | Sport Colonial | 0 – 0     | Tembetary | San Lorenzo                                   |  |
| 19:00               |                | Relatório |           | Estádio: Gunther Vogel Árbitro: Héctor Bernal |  |

| 8 de maio de 2018 | Atlético Juventud                                    | 4 – 0     | Sport Colonial | Assunção                                       |  |
| 16:45             | - Britos 16' - Ávalos 40' - López 53' - Morínigo 88' | Relatório |                | Estádio: Martín Torres Árbitro: Carlos Benítez |  |

|  | Cerro Corá | Cancelado | Tembetary |  |  |
|  |            |           |           |  |  |

|  | Sport Colonial | Cancelado | Cerro Corá |  |  |
|  |                |           |            |  |  |

| 7 de junho de 2018 | Tembetary | 0 – 1     | Atlético Juventud | Assunção                                       |  |
| 16:45              |           | Relatório | - Guerrero 53'    | Estádio: Arsenio Erico Árbitro: Zulma Quiñónez |  |

#### Grupo B
| Pos | Equipe                 | Pts | J | V | E | D | GP | GC | SG | Classificação          |
| --- | ---------------------- | --- | - | - | - | - | -- | -- | -- | ---------------------- |
| 1   | General Caballero (CG) | 6   | 2 | 2 | 0 | 0 | 4  | 1  | +3 | Avança à Fase nacional |
| 2   | Deportivo Pinozá       | 3   | 2 | 1 | 0 | 1 | 4  | 5  | −1 |                        |
| 3   | Silvio Pettirossi      | 0   | 2 | 0 | 0 | 2 | 2  | 6  | −4 |                        |

| 24 de abril de 2018 | Deportivo Pinozá | 1 – 3     | General Caballero (CG)        | San Lorenzo                                       |  |
| 16:45               | - Mora 69'       | Relatório | - Ozuna 17' - Ardian 46', 71' | Estádio: Gunther Vogel Árbitro: Gedidias Zacarías |  |

| 8 de maio de 2018 | General Caballero (CG) | 1 – 0     | Silvio Pettirossi | Assunção                                         |  |
| 19:00             | - Ardian 20'           | Relatório |                   | Estádio: Martín Torres Árbitro: Pedro Echeverría |  |

| 5 de junho de 2018 | Silvio Pettirossi                   | 2 – 3     | Deportivo Pinozá                                 | Assunção                                             |  |
| 15:00              | - Tillería 77' (pen.) - Benítez 86' | Relatório | - Arrúa 53' - Medina 72' (pen.) - Morínigo 90+4' | Estádio: Coronel Félix Cabrera Árbitro: Marco Franco |  |

#### Grupo C
| Pos | Equipe             | Pts | J | V | E | D | GP | GC | SG | Classificação          |
| --- | ------------------ | --- | - | - | - | - | -- | -- | -- | ---------------------- |
| 1   | Oriental           | 6   | 2 | 2 | 0 | 0 | 4  | 0  | +4 | Avança à Fase nacional |
| 2   | Humaitá            | 3   | 2 | 1 | 0 | 1 | 1  | 1  | 0  | Avança à Fase nacional |
| 3   | 12 de Octubre (SD) | 0   | 0 | 0 | 0 | 0 | 0  | 0  | 0  | Excluído da competição |

1. ↑  O 12 de Octubre (SD) foi excluído da competição por ter colocado irregularmente três jogadores em partida contra o Humaitá.[6]

| 25 de abril de 2018 | 12 de Octubre (SD)            | 0 – 1 Atribuído | Humaitá      | Assunção                                   |  |
| 19:00 | - Jara 55' (pen.) - Palma 86' | Relatório       | - Cáceres 3' | Estádio: La Arboleda Árbitro: Juan Mendoza |  |
| Nota: Originalmente a partida terminou com uma vitória por 2–1 para o 12 de Octubre (SD), mas foi concedida ao Humaitá após um protesto deste último, que também resultou na exclusão do time anterior. A APF depois esclareceu que o gol marcado por Humaitá ainda seria contado para efeitos de diferença de gols, deixando o placar final da partida em 0–1. |                               |                 |              |                                            |  |

| 22 de maio de 2018 | Humaitá | 0 – 1     | Oriental    | San Lorenzo                                    |  |
| 16:45              |         | Relatório | - Casco 39' | Estádio: Gunther Vogel Árbitro: Marcos Galeano |  |

|  | Oriental | 3 – 0 Atribuído | 12 de Octubre (SD) |  |  |
|  |          |                 |                    |  |  |

#### Grupo D
| Pos | Equipe           | Pts | J | V | E | D | GP | GC | SG | Classificação          |
| --- | ---------------- | --- | - | - | - | - | -- | -- | -- | ---------------------- |
| 1   | Sportivo Limpeño | 4   | 2 | 1 | 1 | 0 | 6  | 4  | +2 | Avança à Fase nacional |
| 2   | 1º de Marzo      | 3   | 2 | 1 | 0 | 1 | 5  | 5  | 0  | Avança à Fase nacional |
| 3   | Valois Rivarola  | 1   | 2 | 0 | 1 | 1 | 3  | 5  | −2 |                        |

| 25 de abril de 2018 | 1º de Marzo                          | 2 – 4     | Sportivo Limpeño                                 | Assunção                                       |  |
| 16:45               | - González 25' (pen.) - Villalba 78' | Relatório | - Cardozo 19' - Caballero 41' - Sánchez 64', 69' | Estádio: La Arboleda Árbitro: Rodrigo Serafini |  |

| 23 de maio de 2018 | Sportivo Limpeño | 2 – 2     | Valois Rivarola                 | Assunção                                          |  |
| 15:00              | - Ríos 50', 66'  | Relatório | - Morán 11' (pen.) - Patiño 26' | Estádio: Jardines del Kelito Árbitro: César Rolón |  |

| 7 de junho de 2018 | Valois Rivarola | 1 – 3     | 1º de Marzo                        | Assunção                                    |  |
| 19:00              | - González 56'  | Relatório | - Cornet 5', 61' - Fernández 90+2' | Estádio: Arsenio Erico Árbitro: César Rolón |  |

#### Classificação dos times da segunda colocação
| Pos | Grp | Equipe           | Pts | J | V | E | D | GP | GC | SG | Result        |
| --- | --- | ---------------- | --- | - | - | - | - | -- | -- | -- | ------------- |
| 1   | D   | 1º de Marzo      | 3   | 2 | 1 | 0 | 1 | 5  | 5  | 0  | Fase nacional |
| 2   | C   | Humaitá          | 3   | 2 | 1 | 0 | 1 | 1  | 1  | 0  | Fase nacional |
| 3   | B   | Deportivo Pinozá | 3   | 2 | 1 | 0 | 1 | 4  | 5  | −1 |               |
| 4   | A   | Tembetary        | 1   | 2 | 0 | 1 | 1 | 0  | 1  | −1 |               |

### UFI
Os times da Unión del Fútbol del Interior (UFI) foram divididas em sete zonas, agrupando os departamentos do Paraguai, com cada departamento tendo uma equipe participante (dois ou três departamentos por zona). Os vencedores de cada zona se classificaram para a etapa nacional.

#### Zona 1
Esta zona incluía times dos departamentos de Concepción, Amambay e Canindeyú.
| Pos | Equipe              | Pts | J | V | E | D | GP | GC | SG | Classificação          |
| --- | ------------------- | --- | - | - | - | - | -- | -- | -- | ---------------------- |
| 1   | Independiente (PJC) | 6   | 2 | 2 | 0 | 0 | 5  | 1  | +4 | Avança à Fase nacional |
| 2   | Sport Construcción  | 3   | 2 | 1 | 0 | 1 | 6  | 4  | +2 |                        |
| 3   | Sportivo 1º de Mayo | 0   | 2 | 0 | 0 | 2 | 2  | 8  | −6 |                        |

| 29 de abril de 2018 | Sport Construcción | 0 – 3 | Independiente (PJC) | Salto del Guairá                |  |
| 15:15               |                    |       |                     | Estádio: El Gigante de Arroyito |  |

| 6 de maio de 2018 | Sportivo 1º de Mayo | 1 – 6 | Sport Construcción | Yby Yaú                  |  |
| 15:15             |                     |       |                    | Estádio: Herculano Bazán |  |

| 13 de maio de 2018 | Independiente (PJC) | 2 – 1 | Sportivo 1º de Mayo | Pedro Juan Caballero           |  |
| 15:15              |                     |       |                     | Estádio: La Caldera del Diablo |  |

#### Zona 2
Esta zona incluía times dos departamentos de Presidente Hayes, Boquerón e Alto Paraguay.
| Pos | Equipe                  | Pts | J | V | E | D | GP | GC | SG | Classificação          |
| --- | ----------------------- | --- | - | - | - | - | -- | -- | -- | ---------------------- |
| 1   | Deportivo Alto Paraguay | 4   | 2 | 1 | 1 | 0 | 5  | 4  | +1 | Avança à Fase nacional |
| 2   | Real Chaco              | 2   | 2 | 0 | 2 | 0 | 4  | 4  | 0  |                        |
| 3   | Sportivo Puerto Elsa    | 1   | 2 | 0 | 1 | 1 | 2  | 3  | −1 |                        |

| 29 de abril de 2018 | Sportivo Puerto Elsa | 1 – 1 | Real Chaco | Nanawa               |  |
| 15:15               |                      |       |            | Estádio: San Agustín |  |

| 27 de maio de 2018 | Deportivo Alto Paraguay | 2 – 1 | Sportivo Puerto Elsa | Fuerte Olimpo               |  |
| 15:15              |                         |       |                      | Estádio: Fortunato Villalba |  |

| 13 de junho de 2018 | Real Chaco | 3 – 3 | Deportivo Alto Paraguay | Filadelfia                  |  |
| 15:15               |            |       |                         | Estádio: Deportivo Fernheim |  |

#### Zona 3
Esta zona incluía times dos departamentos de Cordillera e San Pedro.
| 29 de abril de 2018 | 4 de Mayo | 2 – 0 | Cerro Corá (E) | Capiíbary          |  |
| 15:15               |           |       |                | Estádio: 4 de Mayo |  |

| 6 de maio de 2018 | Cerro Corá (E) | 2 – 0 | 4 de Mayo | Emboscada           |  |
| 15:15             |                |       |           | Estádio: Cerro Corá |  |

| 13 de maio de 2018 | 4 de Mayo | 1 – 0 | Cerro Corá (E) | Coronel Oviedo       |  |
| 15:00              |           |       |                | Estádio: 12 de Junio |  |

#### Zona 4
Esta zona incluía times dos departamentos de Guairá e Paraguarí.
| 29 de abril de 2018 | Sud América | 0 – 2 | Sport Capellán | Paraguarí                    |  |
| 15:15               |             |       |                | Estádio: Juan Ramón González |  |

| 6 de maio de 2018 | Sport Capellán | 2 – 3 | Sud América | Tebicuary               |  |
| 15:15             |                |       |             | Estádio: Liga Azucarera |  |

| 13 de maio de 2018 | Sud América | 2 – 1 | Sport Capellán | Caacupé                  |  |
| 15:00              |             |       |                | Estádio: Teniente Fariña |  |

#### Zona 5
Esta zona incluía times dos departamentos de Alto Paraná e Caaguazú.
| 29 de abril de 2018 | Atlético 13 de Junio | 7 – 0 | 4 de Agosto | Ciudad del Este               |  |
| 15:15               |                      |       |             | Estádio: Atlético 13 de Junio |  |

| 6 de maio de 2018 | 4 de Agosto | 0 – 6 | Atlético 13 de Junio | José Domingo Ocampos |  |
| 15:15             |             |       |                      | Estádio: 4 de Agosto |  |

#### Zona 6
Esta zona incluía times dos departamentos de Central, Caaguazú e Misiones.
| Pos | Equipe          | Pts | J | V | E | D | GP | GC | SG | Classificação          |
| --- | --------------- | --- | - | - | - | - | -- | -- | -- | ---------------------- |
| 1   | Teniente Fariña | 4   | 2 | 1 | 1 | 0 | 2  | 1  | +1 | Avança à Fase nacional |
| 2   | Capitán Bado    | 2   | 2 | 0 | 2 | 0 | 0  | 0  | 0  |                        |
| 3   | 15 de Mayo      | 1   | 2 | 0 | 1 | 1 | 1  | 2  | −1 |                        |

| 29 de abril de 2018 | 15 de Mayo | 1 – 2 | Teniente Fariña | San Ignacio                              |  |
| 15:15               |            |       |                 | Estádio: Atl. Capitán Alfonso del Puerto |  |

| 6 de maio de 2018 | Capitán Bado | 0 – 0 | 15 de Mayo | Pilar                 |  |
| 15:15             |              |       |            | Estádio: Emilio Sisul |  |

| 13 de maio de 2018 | Teniente Fariña | 0 – 0 | Capitán Bado | Guarambaré             |  |
| 15:15              |                 |       |              | Estádio: Alicio Molina |  |

#### Zona 7
Esta zona incluía times dos departamentos de Itapúa e Caazapá.
| 29 de abril de 2018 | 16 de Mayo | 1 – 2 | Athletic Club | San Juan Nepomuceno                  |  |
| 15:15               |            |       |               | Estádio: Arq. Víctor González Acosta |  |

| 6 de maio de 2018 | Athletic Club | 5 – 0 | 16 de Mayo | Encarnación                     |  |
| 15:15             |               |       |            | Estádio: Jardines de San Isidro |  |

## Fase nacional

### Primeira fase
O sorteio da primeira fase da etapa nacional envolveu as 20 equipes que se classificaram da fase preliminar, assim como as 12 equipes da Primera División e as 16 equipes da División Intermedia, que entraram na competição nesta etapa. As 48 equipes foram sorteadas em 24 chaves para serem disputadas em um jogos únicos, com direito a disputa de pênaltis caso persista o empate ao final dos 90 minutos do tempo normal. O sorteio foi realizado em 29 de junho de 2018 e as partidas foram disputadas de 24 de julho a 5 de setembro de 2018.
| 24 de julho de 2018 | Cristóbal Colón (JAS) | 1 – 3     | Cerro Porteño                                | Capiatá                                        |  |
| 19:15               | - Ricardo 19'         | Relatório | - Haedo Valdez 11' - Oviedo 27' - Novick 42' | Estádio: Erico Galeano Árbitro: Marcos Galeano |  |

| 25 de julho de 2018 | Athletic Club | 1 – 2     | R.I. 3 Corrales             | Encarnación                                       |  |
| 14:45               | - Samudio 57' | Relatório | - Cañete 73' - Portillo 87' | Estádio: 22 de Setiembre Árbitro: Enrique Cáceres |  |

| 25 de julho de 2018 | 24 de Setiembre (VP) | 0 – 2     | Olimpia                    | Assunção                                             |  |
| 19:30               |                      | Relatório | - Cardozo 45' - Ortega 76' | Estádio: Defensores del Chaco Árbitro: Jorge Mercado |  |

| 26 de julho de 2018 | Fernando de la Mora         | 2 – 0     | Sportivo Iteño | Villa Elisa                                            |  |
| 16:45               | - Coronel 29' - Insfrán 77' | Relatório |                | Estádio: Luis Alfonso Giagni Árbitro: Víctor Ruiz Díaz |  |

| 26 de julho de 2018 | Recoleta | 0 – 4     | Sportivo Luqueño                                  | Villa Elisa                                         |  |
| 19:15               |          | Relatório | - Bareiro 15', 18' - Benítez 29' - Leguizamón 36' | Estádio: Luis Alfonso Giagni Árbitro: Héctor Bernal |  |

| 31 de julho de 2018 | Humaitá | 0 – 4     | General Caballero (ZC)                                    | Luque                                              |  |
| 16:45               |         | Relatório | - Centurión 33' - Saldívar 45' - Ramírez 65' - Duarte 75' | Estádio: General Adrián Jara Árbitro: Marco Franco |  |

| 31 de julho de 2018 | Sud América | 0 – 1     | Libertad      | Luque                                                    |  |
| 19:15               |             | Relatório | - Alfonso 87' | Estádio: General Adrián Jara Árbitro: Dionisio Cristaldo |  |

| 2 de agosto de 2018 | 4 de Mayo                                        | 3 – 4     | Resistencia                                                    | San Estanislao                                 |  |
| 16:45               | - Chávez 26' - González 62' - Ocampos 86' (pen.) | Relatório | - Chamorro 10' - Villasboa 18' - Pérez 23' - Perozo 31' (pen.) | Estádio: Juan José Vázquez Árbitro: Juan López |  |

| 2 de agosto de 2018                               | Martín Ledesma | 0 – 0 (3–4 pen.)                                         | Deportivo Santaní | San Estanislao                                        |  |
| 19:15                                             |                | Relatório                                                |                   | Estádio: Juan José Vázquez Árbitro: Gedidias Zacarías |  |
|                                                   |                | Penalidades                                              |                   |                                                       |  |
| - Aguilar - Cabañas - Mereles - Samudio - Gamarra |                | - Cristaldo - Romero - Fernández - Caballero - Rodríguez |                   |                                                       |  |

| 7 de agosto de 2018                         | Sportivo Trinidense | 0 – 0 (4–2 pen.)                          | Guaireña | Villarrica                                      |  |
| 14:45                                       |                     | Relatório                                 |          | Estádio: Parque del Guairá Árbitro: José Méndez |  |
|                                             |                     | Penalidades                               |          |                                                 |  |
| - Irala - Salinas - Álvarez - Legal - Núñez |                     | - Solalinde - Ortigoza - Villalba - Areco |          |                                                 |  |

| 7 de agosto de 2018                   | Sportivo Limpeño | 0 – 0 (2–4 pen.)                               | Sportivo San Lorenzo | Assunção                                     |  |
| 16:45                                 |                  | Relatório                                      |                      | Estádio: La Arboleda Árbitro: Carlos Benítez |  |
|                                       |                  | Penalidades                                    |                      |                                              |  |
| - Sánchez - Rolón - Martínez - Patiño |                  | - Rodríguez - Cáceres - Valdez - Báez - Maciel |                      |                                              |  |

| 7 de agosto de 2018                           | Tacuary         | 1 – 1 (4–5 pen.)                                  | Guaraní    | Assunção                                   |  |
| 19:15                                         | - Passerini 58' | Relatório                                         | - Marín 4' | Estádio: La Arboleda Árbitro: Derlis López |  |
|                                               |                 | Penalidades                                       |            |                                            |  |
| - Matta - Benítez - Ayala - Ortíz - Domínguez |                 | - Ayala - Imperiale - Gamarra - Passerini - Morel |            |                                            |  |

| 21 de agosto de 2018               | Oriental | 0 – 0 (3–5 pen.)                                           | Rubio Ñu | Assunção                                          |  |
| 19:15                              |          | Relatório                                                  |          | Estádio: Arsenio Erico Árbitro: Gedidias Zacarías |  |
|                                    |          | Penalidades                                                |          |                                                   |  |
| - Benítez - Duré - Martínez - Orué |          | - Ledezma - Martínez - Estigarribia - González - Florentín |          |                                                   |  |

| 22 de agosto de 2018 | River Plate                                                    | 4 – 0     | Independiente (CG) | Luque                                               |  |
| 19:15                | - Schuartzman 45' - Ortigoza 54' - Maidana 66' - Santander 82' | Relatório |                    | Estádio: General Adrián Jara Árbitro: Héctor Bernal |  |

| 23 de agosto de 2018 | Independiente (PJC) | 1 – 2     | Deportivo Caaguazú                   | Pedro Juan Caballero                         |  |
| 16:45                | - Medina 74'        | Relatório | - Martínez 11' - Delvalle 78' (pen.) | Estádio: Río Parapití Árbitro: Alipio Colmán |  |

| 23 de agosto de 2018 | Colegiales            | 1 – 3     | 2 de Mayo                                  | Pedro Juan Caballero                       |  |
| 19:15                | - Enciso 90+3' (pen.) | Relatório | - Santacruz 2' - Guachiré 32' - Ocampo 70' | Estádio: Río Parapití Árbitro: David Ojeda |  |

| 28 de agosto de 2018 | General Caballero (CG) | 0 – 3     | 3 de Febrero (CDE)               | Ciudad del Este                               |  |
| 16:45                |                        | Relatório | - González 14' - Varela 37', 65' | Estádio: Antonio Aranda Árbitro: Derlis López |  |

| 28 de agosto de 2018                            | Atlético 13 de Junio | 1 – 1 (3–4 pen.)                                   | Nacional      | Ciudad del Este                                 |  |
| 19:15                                           | - López 31'          | Relatório                                          | - Bareiro 86' | Estádio: Antonio Aranda Árbitro: Marcos Galeano |  |
|                                                 |                      | Penalidades                                        |               |                                                 |  |
| - Orquiola - Bogado - Ruiz - Amarilla - Samudio |                      | - Cardozo - Dávalos - Vieyra - Santacruz - Bareiro |               |                                                 |  |

| 29 de agosto de 2018 | 1º de Marzo | 0 – 2     | General Díaz                 | Assunção                                      |  |
| 19:15                |             | Relatório | - Doldán 8' - Leichtweis 30' | Estádio: Ricardo Gregor Árbitro: Marco Franco |  |

| 30 de agosto de 2018 | Deportivo Alto Paraguay | 0 – 7     | Liberación                                                                   | Liberación                                         |  |
| 14:45                |                         | Relatório | - Arce 6' - Maldonado 25', 60' - Torales 46' - Giménez 83', 89' - Bernal 87' | Estádio: Atanacio Villagra Árbitro: Ulises Mereles |  |

| 4 de setembro de 2018 | Atlético Juventud                  | 4 – 3     | Fulgencio Yegros             | Assunção                                       |  |
| 16:45                 | - Britos 7', 48', 58' - Cabral 17' | Relatório | - Samudio 3' - Ruiz 68', 84' | Estádio: La Arboleda Árbitro: Rodrigo Serafini |  |

| 4 de setembro de 2018 | Pilcomayo | 0 – 2     | Sol de América          | Assunção                                  |  |
| 19:15                 |           | Relatório | - Miño 71' - Acosta 90' | Estádio: La Arboleda Árbitro: Julio Ojeda |  |

| 5 de setembro de 2018 | 12 de Octubre (I) | 0 – 2     | Ovetense                 | Coronel Oviedo                                    |  |
| 14:45                 |                   | Relatório | - Gómez 47' - Chávez 89' | Estádio: Ovetenses Unidos Árbitro: Zulma Quiñónez |  |

| 5 de setembro de 2018 | Teniente Fariña | 1 – 3     | Deportivo Capiatá              | Assunção                                           |  |
| 19:15                 | - Torres 16'    | Relatório | - Ermel 43', 85' - Benítez 74' | Estádio: Arsenio Erico Árbitro: Dionisio Cristaldo |  |

### Segunda fase
A segunda fase foi disputada pelos 24 vencedores da fase anterior. As partidas foram disputadas de 25 de setembro a 4 de outubro de 2018 e classificou 12 times de forma automática para as oitavas de final, assim como os 4 times com a melhor performance entres os perdedores das chaves.
| 25 de setembro de 2018 | Sportivo Luqueño                                 | 5 – 3     | Fernando de la Mora                              | Assunção                                       |  |
| 16:45                  | - Bareiro 2' - Rojas 43' - Armoa 79', 82', 90+2' | Relatório | - Estigarribia 19' - Campuzano 54' - Cubilla 64' | Estádio: Ricardo Gregor Árbitro: Héctor Bernal |  |

| 25 de setembro de 2018 | Libertad                                   | 3 – 0     | Rubio Ñu | Assunção                                       |  |
| 19:15                  | - Alcaraz 29' - Giménez 55' - Amarilla 88' | Relatório |          | Estádio: Ricardo Gregor Árbitro: Alipio Colmán |  |

| 26 de setembro de 2018 | Deportivo Santaní            | 2 – 0     | Sportivo San Lorenzo | San Estanislao                                       |  |
| 16:00                  | - Rodríguez 34' - Ovelar 62' | Relatório |                      | Estádio: Juan José Vázquez Árbitro: Víctor Ruiz Díaz |  |

| 27 de setembro de 2018                                                | General Díaz | 0 – 0 (6–5 pen.)                                                    | Resistencia | Villa Elisa                                          |  |
| 16:45                                                                 |              | Relatório                                                           |             | Estádio: Luis Alfonso Giagni Árbitro: Marcos Galeano |  |
|                                                                       |              | Penalidades                                                         |             |                                                      |  |
| - J. Doldán - Meza - Aranda - Prieto - Espínola - Benítez - S. Doldán |              | - Mazacote - Araújo - Garay - González - Mendieta - Zárate - Medina |             |                                                      |  |

| 27 de setembro de 2018 | 3 de Febrero (CDE) | 1 – 0     | Ovetense | Ciudad del Este                              |  |
| 19:15                  | - Brizuela 23'     | Relatório |          | Estádio: Antonio Aranda Árbitro: Julio Ojeda |  |

| 2 de outubro de 2018 | Guaraní                 | 2 – 0     | Deportivo Caaguazú | Villarrica                                         |  |
| 15:00                | - Marín 30' - Rojas 70' | Relatório |                    | Estádio: Parque del Guairá Árbitro: Carlos Benítez |  |

| 2 de outubro de 2018 | Sol de América                                    | 3 – 1     | R.I. 3 Corrales | Assunção                                        |  |
| 19:15 | - Álvarez 39' (pen.) - Ruiz Díaz 75' - Franco 86' | Relatório | - González 15'  | Estádio: La Arboleda Árbitro: Gedidias Zacarías |  |
| Nota: A partida foi originalmente marcada para 26 de setembro às 20:10 em Luque, mas foi adiada devido ao mau tempo. Foi remarcada para 2 de outubro às 19:15 em Assunção. |                                                   |           |                 |                                                 |  |

| 3 de outubro de 2018 | Nacional                                        | 3 – 2     | Liberación                 | San Estanislao                                       |  |
| 16:00                | - Cardozo 30' - Derlis Alegre 43' - Bareiro 70' | Relatório | - Cardozo 28' - Franco 62' | Estádio: Juan José Vázquez Árbitro: Víctor Ruiz Díaz |  |

| 3 de outubro de 2018 | Olimpia       | 1 – 1 (2–4 pen.)                 | Sportivo Trinidense | Luque                                                    |  |
| 18:10 | - Benítez 35' | Relatório                        | - Irala 83'         | Estádio: General Adrián Jara Árbitro: Dionisio Cristaldo |  |
| |               | Penalidades                      |                     |                                                          |  |
| - Mendieta - Arias - R. Sánchez - Coronel |               | - Irala - Marín - Legal - Aveiro |                     |                                                          |  |
| Nota: A partida foi originalmente marcada para 26 de setembro às 20:10 em Luque, mas foi adiada devido ao mau tempo. Foi remarcada para 3 de outubro às 18:10 em Assunção. |               |                                  |                     |                                                          |  |

| 3 de outubro de 2018 | Cerro Porteño                             | 4 – 2     | 2 de Mayo              | Pedro Juan Caballero                        |  |
| 20:10                | - Benítez 24', 44' - Rojas 45' - Ruiz 73' | Relatório | - Fernández 88', 90+1' | Estádio: Río Parapití Árbitro: Marco Franco |  |

| 4 de outubro de 2018 | River Plate                                              | 5 – 0     | Atlético Juventud | Capiatá                                     |  |
| 16:45                | - Schuartzman 16', 83' - Coronel 20' - Teixeira 28', 88' | Relatório |                   | Estádio: Erico Galeano Árbitro: David Ojeda |  |

| 4 de outubro de 2018 | Deportivo Capiatá            | 2 – 0     | General Caballero (ZC) | Capiatá                                     |  |
| 19:15                | - Aldama 42' - Rodríguez 62' | Relatório |                        | Estádio: Erico Galeano Árbitro: César Rolón |  |

#### Classificação dos perdedores da segunda fase
| Pos | Grp | Equipe                 | Pts | J | V | E | D | GP | GC | SG | Result                      |
| --- | --- | ---------------------- | --- | - | - | - | - | -- | -- | -- | --------------------------- |
| 1   | O1  | Olimpia                | 4   | 2 | 1 | 1 | 0 | 3  | 1  | +2 | Avançam às Oitavas de final |
| 2   | O3  | Resistencia            | 4   | 2 | 1 | 1 | 0 | 4  | 3  | +1 | Avançam às Oitavas de final |
| 3   | O2  | Liberación             | 3   | 2 | 1 | 0 | 1 | 9  | 3  | +6 | Avançam às Oitavas de final |
| 4   | O11 | General Caballero (ZC) | 3   | 2 | 1 | 0 | 1 | 4  | 2  | +2 | Avançam às Oitavas de final |
| 5   | O5  | Ovetense               | 3   | 2 | 1 | 0 | 1 | 2  | 1  | +1 |                             |
| 6   | O6  | Fernando de la Mora    | 3   | 2 | 1 | 0 | 1 | 5  | 5  | 0  |                             |
| 7   | O7  | 2 de Mayo              | 3   | 2 | 1 | 0 | 1 | 5  | 5  | 0  |                             |
| 8   | O10 | R.I. 3 Corrales        | 3   | 2 | 1 | 0 | 1 | 3  | 4  | −1 |                             |
| 9   | O12 | Deportivo Caaguazú     | 3   | 2 | 1 | 0 | 1 | 2  | 3  | −1 |                             |
| 10  | O9  | Atlético Juventud      | 3   | 2 | 1 | 0 | 1 | 4  | 8  | −4 |                             |
| 11  | O8  | Sportivo San Lorenzo   | 1   | 2 | 0 | 1 | 1 | 0  | 2  | −2 |                             |
| 12  | O4  | Rubio Ñu               | 1   | 2 | 0 | 1 | 1 | 0  | 3  | −3 |                             |

### Oitavas de final
O sorteio desta fase foi realizado em 10 de outubro de 2018. Os jogos foram disputados de 23 a 30 de outubro de 2018.
| 23 de outubro de 2018 | Guaraní       | 1 – 0     | Deportivo Capiatá | Assunção                                       |  |
| 19:15                 | - Bogarín 36' | Relatório |                   | Estádio: Arsenio Erico Árbitro: Carlos Benítez |  |

| 24 de outubro de 2018 | Nacional        | 1 – 1 (3–5 pen.)                         | Sportivo Trinidense | Assunção                                      |  |
| 16:00 | - Santacruz 86' | Relatório                                | - Irala 77' (pen.)  | Estádio: Arsenio Erico Árbitro: Marcos Franco |  |
| |                 | Penalidades                              |                     |                                               |  |
| - Rojas - Dávalos - Santacruz - Vieyra |                 | - Irala - Marín - Legal - Aveiro - Núñez |                     |                                               |  |
| Nota: A partida foi originalmente marcada para 23 de outubro às 16:45 em Luque, mas foi adiada devido ao mau tempo. Foi remarcada para 24 de outubro às 16:00 em Assunção. |                 |                                          |                     |                                               |  |

| 24 de outubro de 2018 | General Díaz  | 1 – 2     | Olimpia                     | Itauguá                                              |  |
| 16:00                 | - Cáceres 51' | Relatório | - Morínigo 12' - Ortega 49' | Estádio: Luis Alberto Salinas Árbitro: Juan E. López |  |

| 24 de outubro de 2018 | Cerro Porteño | 1 – 0     | River Plate | Villa Elisa                                       |  |
| 19:15                 | - Rojas 39'   | Relatório |             | Estádio: Luis Alfonso Giagni Árbitro: Julio Ojeda |  |

| 25 de outubro de 2018 | Liberación | 0 – 2     | Resistencia        | Liberación                                             |  |
| 16:00                 |            | Relatório | - Mazacote 2', 55' | Estádio: Atanacio Villagra Árbitro: Dionisio Cristaldo |  |

| 25 de outubro de 2018 | Libertad                                                   | 5 – 0     | General Caballero (ZC) | Assunção                                         |  |
| 19:15                 | - Leiva 9' - Arévalo 40' - Recalde 65', 90+1' - Zárate 79' | Relatório |                        | Estádio: Rogelio Livieres Árbitro: Alipio Colmán |  |

| 31 de outubro de 2018                                          | 3 de Febrero (CDE) | 0 – 0 (4–5 pen.)                                          | Sportivo Luqueño | Villarrica                                         |  |
| 16:00                                                          |                    | Relatório                                                 |                  | Estádio: Parque del Guairá Árbitro: Marcos Galeano |  |
|                                                                |                    | Penalidades                                               |                  |                                                    |  |
| - González - Parra - Trombelli - Villagra - Samudio - Ferreira |                    | - Santana - Cabrera - Barreto - Bareiro - Medina - Monges |                  |                                                    |  |

| 31 de outubro de 2018 | Sol de América            | 2 – 0     | Deportivo Santaní | Assunção                                        |  |
| 19:15                 | - Vargas 41' - Vera 90+1' | Relatório |                   | Estádio: Ricardo Gregor Árbitro: Carlos Benítez |  |

### Quartas de final
As partidas foram disputadas de 7 a 9 de novembro de 2018.
| 7 de novembro de 2018                       | Resistencia | 0 – 0 (5–4 pen.)                               | Sol de América | Villarrica                                         |  |
| 16:00                                       |             | Relatório                                      |                | Estádio: Parque del Guairá Árbitro: Fernando López |  |
|                                             |             | Penalidades                                    |                |                                                    |  |
| - Araújo - Pérez - Vera - Perozo - Mendieta |             | - Ortiz - Martínez - Salcedo - Ferreira - Vera |                |                                                    |  |

| 7 de novembro de 2018 | Olimpia          | 1 – 0     | Libertad | Capiatá                                      |  |
| 19:15                 | - Santa Cruz 57' | Relatório |          | Estádio: Erico Galeano Árbitro: Derlis López |  |

| 8 de novembro de 2018 | Guaraní                       | 3 – 0     | Cerro Porteño | Itauguá                                                    |  |
| 19:15                 | - García 31' - Redes 48', 76' | Relatório |               | Estádio: Luis Alberto Salinas Árbitro: Giancarlo Juliadoza |  |

| 9 de novembro de 2018 | Sportivo Luqueño | 1 – 0     | Sportivo Trinidense | Assunção                                     |  |
| 19:15                 | - Santana 78'    | Relatório |                     | Estádio: Ricardo Gregor Árbitro: Julio Ojeda |  |

### Semifinais
As partidas foram disputadas em 20 de novembro de 2018.
| 20 de novembro de 2018 | Sportivo Luqueño       | 1 – 3     | Olimpia                                | Itauguá                                              |  |
| 17:45                  | - Bareiro 90+1' (pen.) | Relatório | - Quintana 58' - Santa Cruz 83', 90+3' | Estádio: Luis Alberto Salinas Árbitro: Juan E. López |  |

| 20 de novembro de 2018                                  | Guaraní     | 1 – 1 (5–4 pen.)                                | Resistencia     | Capiatá                                             |  |
| 20:15                                                   | - Rojas 16' | Relatório                                       | - De la Cruz 1' | Estádio: Erico Galeano Árbitro: Mario Díaz de Vivar |  |
|                                                         |             | Penalidades                                     |                 |                                                     |  |
| - Centurión - Velásquez - Aquino - De la Cruz - Gamarra |             | - Araújo - Pérez - Perozo - Mazacote - Mendieta |                 |                                                     |  |

### Disputa pelo terceiro lugar
| 4 de dezembro de 2018 | Sportivo Luqueño  | 2 – 0     | Resistencia | Luis Alfonso Giagni, Villa Elisa |
| 17:30                 | Sanabria 46', 90' | Relatório |             | Árbitro: Carmen Gómez            |

### Final
| 5 de dezembro de 2018 | Olimpia                      | 2 – 2     | Guaraní                     | Estádio Río Parapití, Pedro Juan Caballero |
| 19:15                 | Cardozo 32' · Santa Cruz 56' | Relatório | Velázquez 33' · Esparza 88' | Árbitro: Julio Quintana                    |

|                                      |       | Penalidades                                   |  |
| Patiño Santa Cruz Sánchez Leguizamón | 3 – 5 | Centurión García De la Cruz Velázquez Gamarra |  |